# Sachin
Sachin è un comune francese di 291 abitanti situato nel dipartimento del Passo di Calais nella regione dell'Alta Francia. Nel territorio comunale nasce la Clarence.

## Società

### Evoluzione demografica
Abitanti censiti